# ProZ.com
ProZ.com è un servizio di social network che riguarda la traduzione. Fondato nel 1999, è utilizzato principalmente per lo scambio di informazioni tra professionisti e operatori del settore. 
Nel luglio 2011 ProZ.com ha raggiunto la quota di 500.000 utenti registrati, coprendo più di 200 paesi.

## Caratteristiche e informazioni
La sede di ProZ.com è a Syracuse, nello stato di New York (Stati Uniti), ma ha anche uffici a La Plata, in Argentina, e a Charkiv, in Ucraina.
Il sito è una comunità virtuale di traduttori e offre vari servizi: gli utenti registrati possono diffondere su internet il loro profilo professionale e ricevere offerte di lavoro via e-mail con le opportune combinazioni linguistiche. La registrazione è richiesta per la maggior parte dei servizi. Contiene anche un forum di discussione e glossari on-line. Nonostante riceva introiti da pubblicità a pagamento e sia necessario pagare una quota d'iscrizione per poter usare molti dei suoi servizi, il sito è stato sviluppato con l'aiuto di volontari non retribuiti. Uno dei servizi principali del sito è un forum in cui gli utenti possono scambiarsi informazioni, richieste e suggerimenti su problemi terminologici.